# Sloup se sochou Panny Marie (Rožmitál)
Sloup se sochou Panny Marie (Immaculata) je mariánský sloup v Broumově-Rožmitálu v okrese Náchod. V roce 1856 jej vytvořil kamenický mistr Josef Hirschek na objednávku Reginy Oppitzové, Antona a Margarethy Kahlerových. Sloup je popsán v pamětní knize broumovské farnosti z roku 1859.

## Popis
Podstavec sloupu má čtvercový půdorys. Na čelní straně je nápis:
O Maria Brunn
der Liebe Lasz die Gut
der heiligen Triebe ströh
men unserer Herz hinab,
Laßz in Liebe uns entbren=
nen nichts von dir und
 Jesu trennen, der sein
Leben für uns Gab!

Na pravé traně podstavce je reliéf svatého Jana Evangelisty, na levé straně reliéf svatého Josefa. Na zadní straně soklu je nápis:
Errichtet von

Regina Oppitz

sammt Anton

und Margaretha

Kahler 1856

Josef Hirschek

steinmetz und

[jeden řádek nečitelný]

Na podstavci stojí dřík sloupu, který byl v minulosti (podle ústních svědectví počátkem třicátých let 20. století) zkrácen a z jeho části byl vyroben vál na válcování polí. Tento zemědělský nástroj existoval ještě v roce 2001.
Sloup je zakončen korintskou hlavicí, na které je umístěna socha Panny Marie Immaculaty.

## Galerie

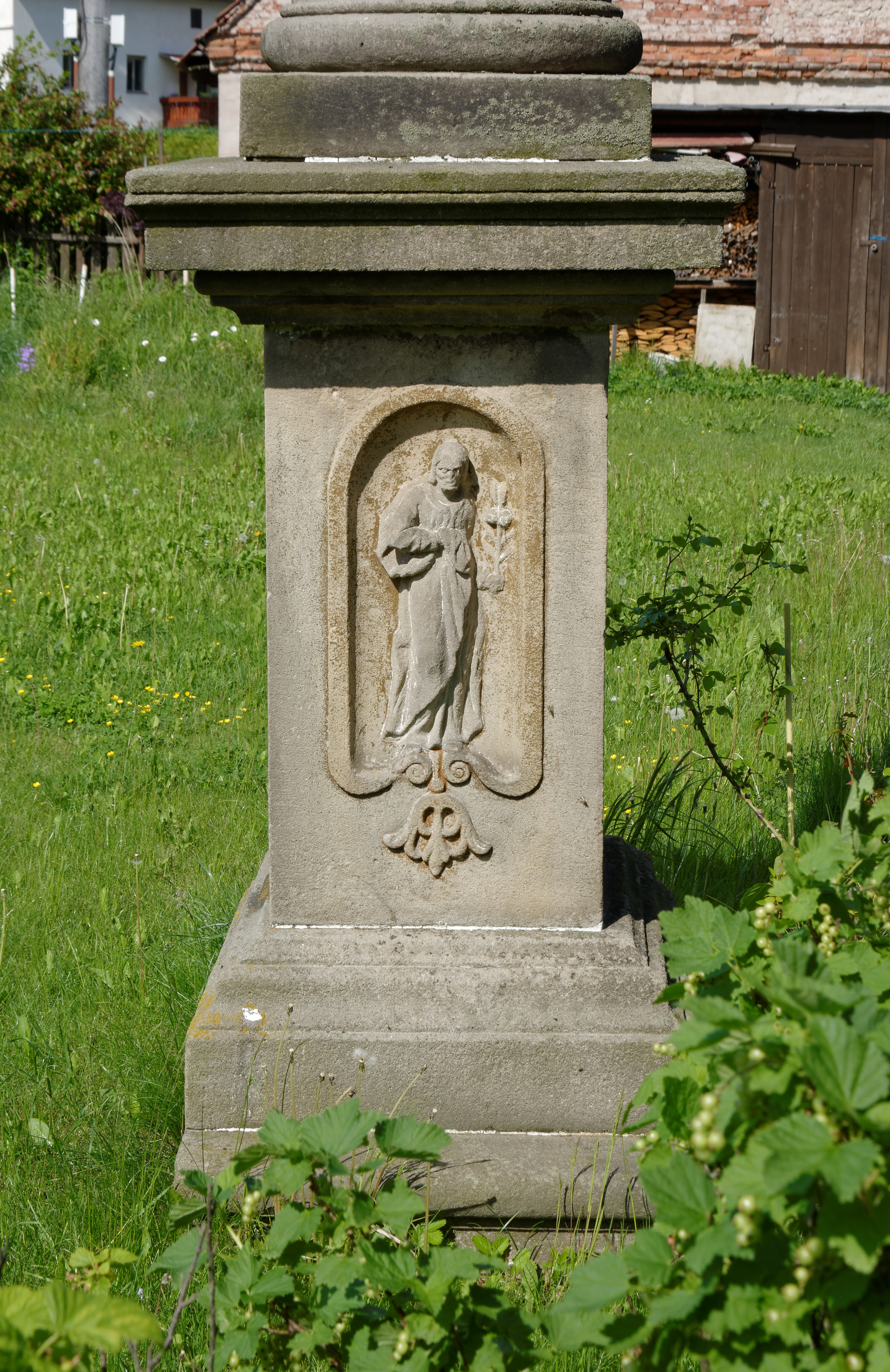
Reliéf se zobrazením svatého Josefa.
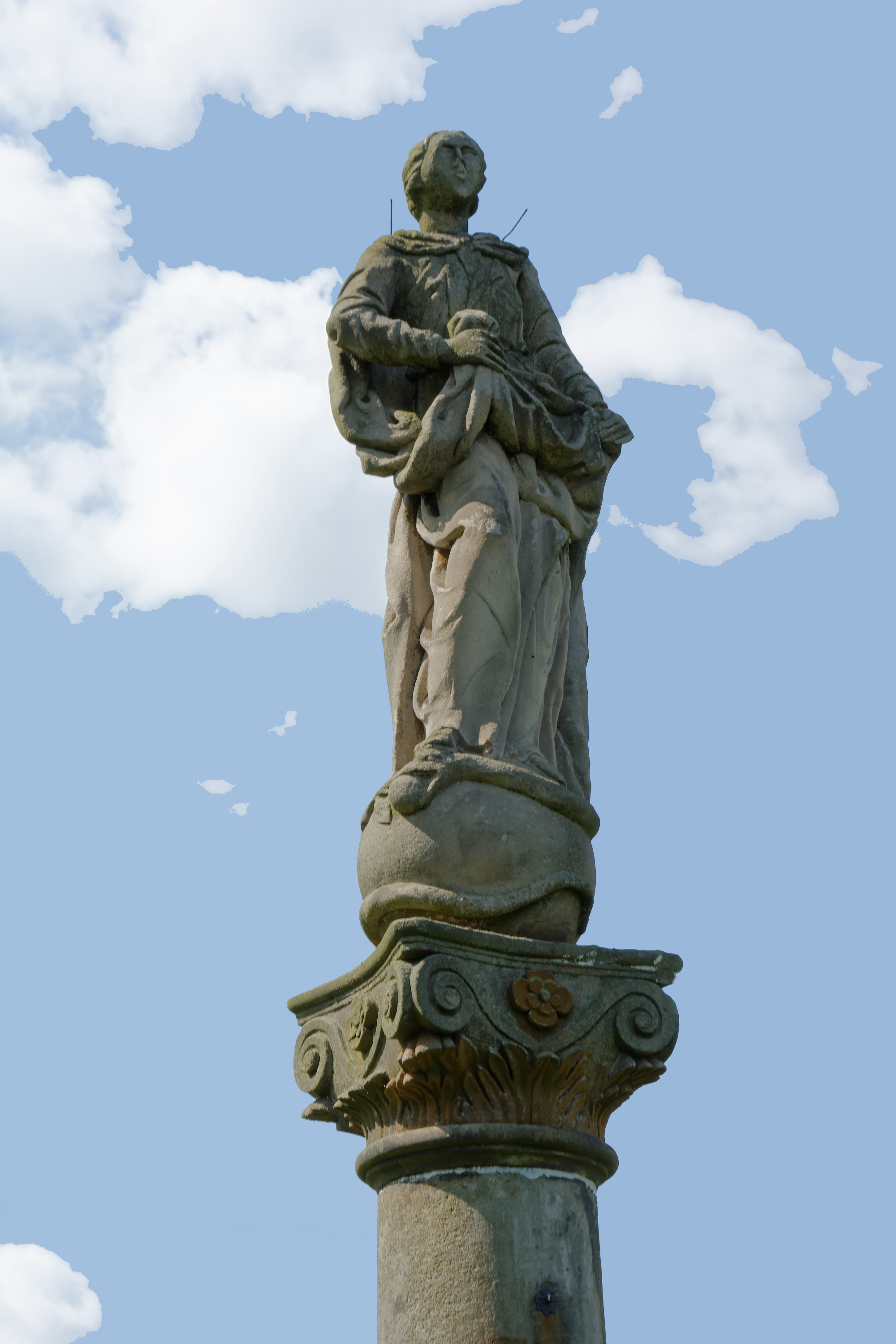
Socha Panny Marie Immaculaty.